# Intel VIIV
VIIV è un marchio registrato da parte di Intel per identificare una nuova tecnologia alla base di una piattaforma specificatamente pensata per l'intrattenimento domestico. Infatti, continuando la strategia varata pochi anni fa con Centrino, basata sul concetto di piattaforma, Intel ha prodotto una soluzione integrata per il mercato consumer con cui spera di consacrare definitivamente il PC a centro d'intrattenimento digitale domestico.

## Curiosità sul nome
La nuova piattaforma è stata battezzata VIIV (pronunciato "vaaiv"), un nome che all'epoca della registrazione del marchio da parte di Intel, avvenuta verso la fine del 2005, venne interpretato da più parti come un richiamo, in cifre romane, al numero 64, dato che in quel momento Intel doveva presentare la propria tecnologia EM64T per l'elaborazione a 64 bit (anche se la forma corretta è LXIV). Il significato di questo nome, se mai ce ne fosse uno, rimane ancor oggi un mistero, ma l'ipotesi che il big di Santa Clara si sia ispirato a cifre romane è rafforzata dal fatto che nel logo grafico "VIIV" è scritto in caratteri maiuscoli. In ogni caso Intel ha sottolineato come VIIV faccia rima con il 5 inglese, "five", lasciando dunque intendere la volontà di non rompere del tutto con il passato modello di denominazione (Pentium II, III, 4...).

## Scopi della nuova piattaforma
Precedentemente nota con il nome in codice di East Fork, e soprannominata dalla stampa "desktrino" (ossia Centrino per il desktop), VIIV è una piattaforma per i PC desktop introdotta sul mercato il 5 gennaio 2006. Analogamente a Centrino non si tratta di un singolo prodotto o processore, ma di un insieme di tecnologie e chip pensato per equipaggiare la futura generazione di computer per la casa: in modo particolare quelli studiati per trovare posto in salotto, accanto a elettrodomestici come televisore e impianto stereo. Rappresenterà quindi un nuovo ingresso del computer nei salotti delle case per offrire intrattenimento digitale on demand. I PC basati sulla tecnologia Intel VIIV infatti si collegano alla TV e assicurano la possibilità di guardare i film a casa, di creare compilation musicali, di giocare ai videogame e di guardare fotografie e video, anche contemporaneamente. I contenuti e i software verificati potranno essere accessibili utilizzando un semplice telecomando. Si tratterà quindi di una nuova piattaforma con gli stessi scopi di Windows Media Center, ma pensata fin dall'hardware per integrarsi in un salotto. VIIV è quindi un pacchetto, comprendente sia parte hardware che software, che permette di creare sistemi che possano venir utilizzati nella propria abitazione, principalmente nel soggiorno ma non solo, per costruire i cosiddetti "enternainment PC". Con la tecnologia Intel Viiv, le famiglie interagiscono con i propri PC come con la televisione, utilizzando solo un telecomando. La piattaforma è equipaggiata, inizialmente, con il sistema operativo Microsoft Windows XP Media Center Edition 2005 (successivamente è supportata anche da Windows Vista) oltre che da software che consentono di guardare un film o giocare mentre si scarica l'ultima canzone, il tutto da un unico sistema integrato.

### Componenti chiave
Tra i componenti alla base di VIIV vi sono un processore dual core (come il Pentium D, ormai sostituito da quelli della famiglia Core 2 Duo, come Conroe e l'imminente Wolfdale), un chipset e un controller Gigabit Ethernet. Al momento sembra che manchi un adattatore wireless, che quasi certamente Intel fornirà come componente opzionale.

### Varie forme e personalizzazioni
I PC che arriveranno sul mercato con il logo VIIV potranno avere vari formati e design: da quelli più tradizionali, con case desktop o tower, a quelli più moderni e compatti già adottati da alcuni modelli di PC media center. Questi sistemi si caratterizzeranno per la presenza di una tecnologia di Intel, chiamata Quick Resume (conosciuta anche come Instant On/Off), che dopo il primo avvio permetterà di spegnere e riaccendere il PC in pochi secondi: di fatto si tratta di una rivisitazione della vecchia funzione "stand-by". Immancabile, trattandosi di media center, l'audio surround 5.1 e, opzionalmente, 7.1. Con un sintonizzatore TV facoltativo, un PC VIIV sarà poi in grado di registrare, mettere in pausa e riavvolgere programmi TV in diretta, memorizzandoli sull'hard disk. Intel prevede inoltre la possibilità, per gli utenti, di accedere a contenuti on-demand (film, musica, giochi ecc.) offerti da terze parti.

## Contenuti fruibili
Le categorie di contenuti abilitati per la tecnologia Intel VIIV comprendono film, video e TV:
- Centinaia o migliaia di film saranno disponibili per il noleggio o il download tramite servizi su abbonamento, pay per view o video on demand gratuiti. Sarà possibile scegliere tra centinaia di film da acquistare o scaricare e tra un'ampia gamma di programmi TV da guardare su un PC basato sulla tecnologia Intel VIIV, oltre a ricevere le ultime notizie sportive on demand o guardare brevi videoclip.
- Per quanto riguarda la musica, sarà possibile acquistare i successi più recenti o abbonarsi a servizi per scaricare e ascoltare migliaia di brani musicali in casa o su un dispositivo multimediale portatile, oltre ad accedere a video musicali streaming on demand o assistere a concerti in diretta da tutto il mondo
- Anche i giochi saranno resi disponibili per questa piattaforma. Sarà infatti possibile giocare ai videogame acquistati, on line con altri concorrenti oppure da soli sul Web.
- Infine le fotografie: sarà possibile utilizzare il software di fotoritocco per organizzare, editare e condividere le fotografie personali in formato presentazione e trasmetterle sullo schermo della TV in salotto, magari aggiungendo della musica per trasformarle in un film memorabile.

## Il "famigerato" DRM
I PC media center certificati VIIV integreranno anche tecnologie di "Digital rights management" (DRM) che impediranno agli utenti di fare copie non autorizzate dei contenuti protetti da copyright. Per il momento, tuttavia, Intel ha preferito glissare sull'argomento.